# Jacek Beutler
Jacek Beutler (ur. 20 lipca 1964 w Pile) – judoka, mistrz Polski, olimpijczyk z Seulu. Z zawodu handlowiec.

## Osiągnięcia
- 1983 - 2. miejsce w mistrzostwach Polski w kat. 95 kg[2]
- 1986 - 2. miejsce w mistrzostwach Polski w kategorii open 3. miejsce w kat. 95 kg[3]
- 1987 - 1. miejsce w mistrzostwach Polski w kategorii open 3. miejsce w kat. 95 kg[4]
- 1988 - 5. miejsce w igrzyskach olimpijskich w kategorii 95 kg[1], 2. miejsce w mistrzostwach Polski w kategorii open i kat. 95 kg[5]
- 1989 - 2. miejsce w mistrzostwach Polski w kat. 95 kg[6]
- 1990 - 1. miejsce w mistrzostwach Polski w kategorii 95 kg i kategorii open[7]
- 1992 - 3. miejsce w mistrzostwach Polski w kategorii 95 kg[8].